# Tour de Colombie 1998
Le Tour de Colombie 1998, qui se déroule du 25 avril au 10 mai 1998, est une épreuve cycliste remportée par le Colombien José Castelblanco, déjà vainqueur de l'édition précédente. Cette course est composée d'un prologue et de quatorze étapes.

## Classement général
| Classement final | Classement final  | Classement final | Classement final                   | Classement final    |
|                  | Coureur           | Pays             | Équipe                             | Temps               |
| ---------------- | ----------------- | ---------------- | ---------------------------------- | ------------------- |
| 1er              | José Castelblanco | Colombie         | Telecom-Kelme                      | en 61 h 43 min 14 s |
| 2e               | Iván Parra        | Colombie         | Petróleos de Colombia-Energía pura | + 8 min 13 s        |
| 3e               | Libardo Niño      | Colombie         | Aguardiente Néctar                 | + 10 min 21 s       |
| modifier         |                   |                  |                                    |                     |